# Notre-Dame, Ho Chi Minh-staden

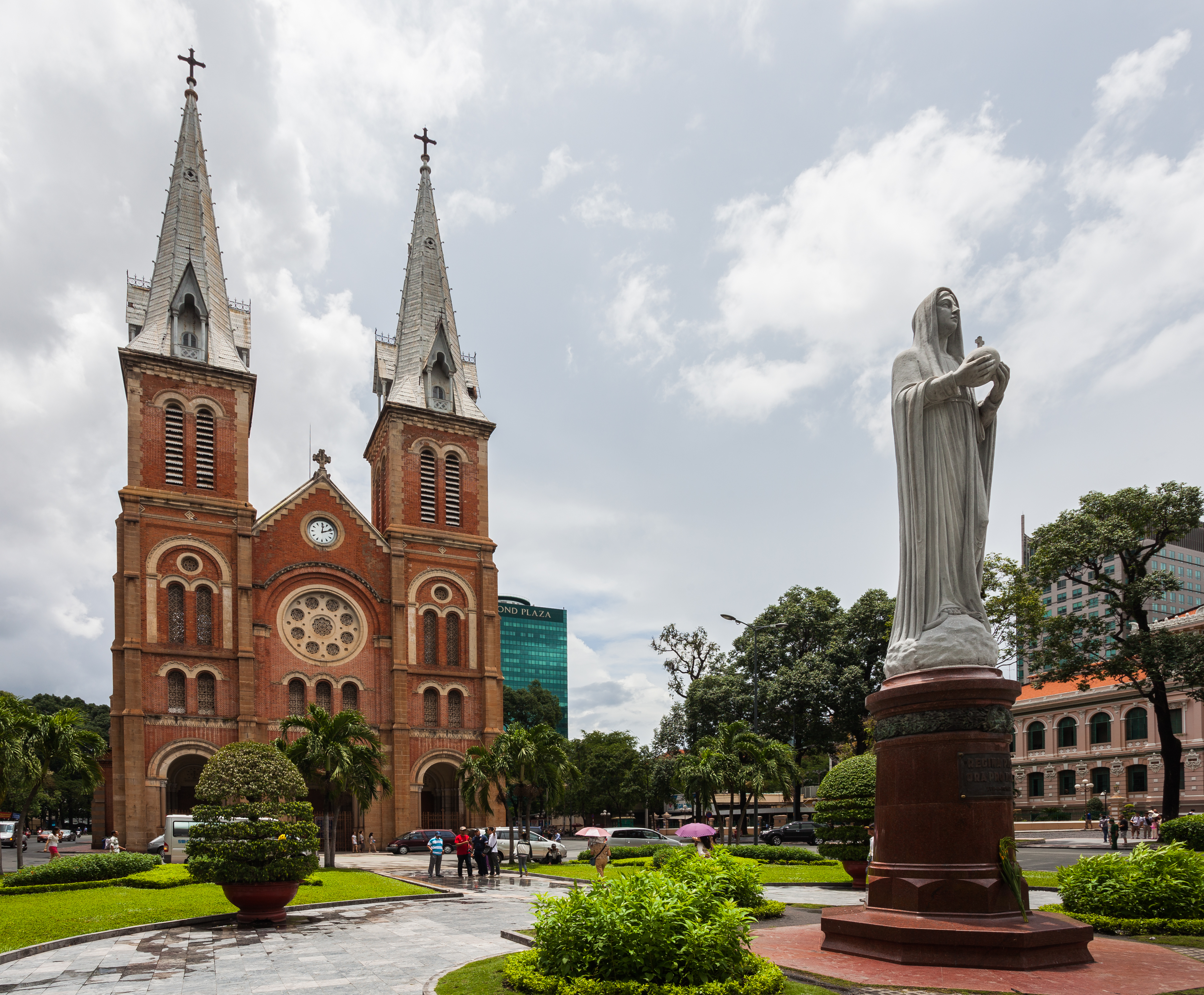
Notre-Dame, Ho Chi Minh-staden

Katedralen Notre-Dame är en kyrkobyggnad i centrala Ho Chi Minh-staden, Vietnam. Den började byggas av de franska nybyggarna 1863 och var färdig 1880. Katedralen har två klocktorn med en höjd av 58 meter.